# Guido Calabresi
Guido Calabresi (nacido el 18 de octubre de 1932) es un jurista  y Juez de Circuito Sénior de Estados Unidos del Segundo Circuito de Cortes de Apelaciones de los Estados Unidos nacido en Italia, pero naturalizado estadounidense. Es ex-decano de la Escuela de Leyes de Yale , donde fue profesor desde 1959. Calabresi está considerado, junto con Ronald Coase y Richard Posner, fundador del campo del análisis económico del Derecho.

## Primeros años y educación
Es el hijo del fallecido cardiólogo Massimo Calabresi y de la erudita en literatura europea Bianca Maria Finzi-Contini Calabresi (1902–1982). Sus padres, activos en la resistencia contra fascismo italiano, huyeron desde Milán para New Haven, Connecticut, Estados Unidos en septiembre de 1939. La familia se naturalizó con la ciudadana estadounidense en 1948. El hermano mayor de Guido Calabresi, Paul Calabresi (1930–2003), fue un prominente médico e investigador farmacológico de cáncer y oncología. Calabresi desciende de una familia ítalo-judía.
Calabresi recibió su Licenciatura en Ciencias summa cum laude de la Universidad de Yale en 1953, especializado en economía, elección la cual tendría conexiones significativas con sus búsquedas posteriores. Fue entonces seleccionado como Becario de Rhodes , estudiando en la Magdalen College, Oxford, el cual le otorgó la Bachiller universitario en letras con Honores de primera clase en 1955. Recibió su Licenciatura en Leyes (LL.B.) magna cum laude de la Facultad de Derecho de Yale en 1958, graduándose primero en su clase, y era un miembro de la Revista de Ley de Yale como editor de notas de 1957 a 1958..Posterior a su graduación en Yale, Calabresi sirvió como ayudante legal para Hugo Black, Juez asociado de la Corte Suprema de los Estados Unidos de 1958 a 1959. Además, ganó una Maestría en Artes en políticas, filosofía, y economía de la Universidad de Oxford en 1959; y es un miembro de Phi Beta Kappa y la Orden del Coif.

## Carrera legal
A Calabresi le fue ofrecida una cátedra completa en la Facultad de Derecho de la Universidad de Chicago en 1960. Aun así, se unió a la facultad de Derecho de Yale al terminar su ayudantía en el Tribunal Supremo, deviniendo en el profesor titular más joven en la Facultad de Derecho de Yale, y fue decano de 1985 a 1994. Ahora es Profesor Emérito y Profesor de Cátedra de leyes en Yale.
Calabresi es un miembro de la Barra de Abogados de Connecticut y desde 1971 hasta 1975 sirvió tan selector de la ciudad para Woodbridge, Connecticut.
Es, junto con Ronald Coase, fundador del Análisis económico del Derecho. Sus contribuciones pioneras al campo incluyen la aplicación de razonamiento económico a ley tort (que puede traducirse como "agravio"), y una interpretación legal del teorema de Coase . Bajo el liderazgo intelectual y administrativo de Calabresi, la Escuela de Leyes de Yale devino en un centro líder de estudios jurídicos imbuidos de la economía y otras ciencias sociales. Calabresi ha sido galardonado con más de 40 grados honorarios de universidades a través del mundo. Es miembro de la Real Academia de las Ciencias de Suecia .

## Servicio judicial federal
En el día 9 de febrero de 1994, el entonces presidente Bill Clinton nominó Calabresi como Juez de Circuito de los Estados Unidos del Tribunal de Estados Unidos de Apelaciones para el Segundo Circuito, siendo confirmado por el Senado de Estados Unidos el 18 de julio, recibió su comisión el 21 de julio, y entró en su deber el 16 de septiembre de 1994, reemplazando Thomas Joseph Meskill. Clinton es un graduado de la Escuela de Leyes de Yale, pero a pesar de ello, nunca tuvo a Calabresi como profesor. Entre el grupo de exalumnos de Calabresi están los Jueces de la Corte Suprema Samuel Alito, Clarence Thomas y Sonia Sotomayor, el exfiscal general de los Estados Unidos Michael Mukasey, la erudita feminista y profesora de leyes en las Universidades de Míchigan y Chicago Catharine MacKinnon, el ex-abogado de la Casa Blanca Gregory Craig, el senador John Danforth, profesor de Leyes de Harvard Richard H. Fallon, Jr., el jurista de derechos civiles y derechos humanos Kenji Yoshino, la abogada internacional feminista Ann Olivarius, entre otros.
Calabresi tomó estado sénior el 21 de julio de 2009.

## Premios y honores
En 1985, le fue otorgada la Medalla Laetare por la Universidad de Notre Dame, el premio más antiguo y prestigioso para católicos americanos.
En 2006 Yale creó la Cátedra de Derecho Guido, con Kenji Yoshino sirviendo como el profesor inaugural de la cátedra investida. Daniel Markovits es el titular actual de la misma.
Calabresi es un editor honorario de la Revista de Derecho de la Universidad de Bologna, una revista estudiantil de Derecho general editada y publicada por el Departamento de Estudios Legales de la Universidad de Bologna.
Desde 2022, Calabresi es el Director Honorario del Comité Académico del Instituto de Análisis Económico del Derecho de la Universidad de Palermo, República Argentina.
Calabresi es autor de cuatro libros y de más de 100 artículos sobre Derecho y temas relacionados.

## Vida personal
Calabresi se casó con AnneGordon Audubon Tyler, un antropóloga social, escritora independiente, activista social, filántropa y patrona de las artes. Ambos recibieron su educación primaria en la Escuela Foote  en New Haven, y se graduaron en 1946 y 1948, respectivamente. Calabresi Continuaría su educación secundaria en la Escuela Hopkins, graduándose en 1949. Residen en Woodbridge, Connecticut, y tienen tres hijos. Anne Gordon Audubon Calabresi (Anne Calabresi Oldshue), una psiquiatra, graduada cum laude de Yale, que asistió a la escuela médica en la Universidad Case de la Reserva Occidental y completando su residencia en Harvard. Massimo Franklin Tyler ("M.F.T.") Calabresi, un periodista de larevista Time, también graduado de Yale. Bianca Finzi-Contini Calabresi que también asistió a Yale, graduándose con honores. El sobrino de Calabresi, Steven G. Calabresi, es un profesor de Derecho Constitucional en la Universidad del Noroeste y cofundador de la Sociedad Federalista.